# GO Большого Пса
GO Большого Пса (лат. GO Canis Majoris) — одиночная переменная звезда в созвездии Большого Пса на расстоянии приблизительно 5369 световых лет (около 1646 парсеков) от Солнца. Видимая звёздная величина звезды — от +10,9m до +9,9m.

## Характеристики
GO Большого Пса — красная углеродная пульсирующая полуправильная переменная звезда типа SRB (SRB) спектрального класса C(N) или C4,3.